# Hãng phim Hoạt hình Việt Nam
Hãng phim Hoạt hình Việt Nam (tên đầy đủ là Công ty Cổ phần Hãng phim Hoạt hình Việt Nam) là tên gọi hãng phim hoạt hình có quy mô lớn nhất và lịch sử lâu đời nhất ở Việt Nam.

## Hình thành và phát triển
- Tên gọi

- Xưởng phim Hoạt họa và búp bê Việt Nam
- Xưởng phim hoạt hình Việt Nam
- Hãng phim hoạt hình Việt Nam
- Tên đầy đủ tiếng Việt: Công ty Cổ phần Hãng phim Hoạt hình Việt Nam.
- Tên rút gọn bằng Tiếng Việt: Hãng phim Hoạt hình Việt Nam.
- Tên giao dịch Quốc tế: VIETNAM ANIMATION JOINT STOCK COMPANY
Công ty Cổ phần Hãng phim Hoạt hình Việt Nam - gọi tắt là Hãng phim hoạt hình Việt Nam thành lập ngày 9/11/1957.
Bộ phim nhựa đen trắng đầu tiên "Đáng đời thằng Cáo" ra mắt khán giả năm 1960 đã đánh dấu sự ra đời của Điện ảnh Hoạt hình Việt Nam non trẻ đầy hứa hẹn.
Từ một cơ sở nhỏ bé trên đường Hoàng Hoa Thám trong ngày đầu thành lập, đến nay, Hãng đã có một cơ sở khang trang tại số 7 Trần Phú với trường quay, phòng chiếu phim, phòng thu thanh, các trang thiết bị hiện đại, chuyên dụng phục vụ cho việc sản xuất phim. Bên cạnh đó, Hãng còn qui tụ được đội ngũ sáng tác đông đảo gồm các đạo diễn, họa sĩ, biên kịch… được đào tạo ở trong và ngoài nước.
Những năm gần đây, phim của Hãng sản xuất ngày càng nâng cao về số lượng và chất lượng. Những bộ phim của Hãng được đánh giá cao trong các kỳ liên hoan phim Quốc gia và Quốc tế.
Các thể loại phim Hãng đang sản xuất: phim 2D, phim 3D, cắt giấy vi tính,…
Suốt chặng đường hơn 50 năm xây dựng và phát triển, Hãng phim Hoạt hình Việt Nam ngày càng trưởng thành và phát triển, trở thành một Hãng sản xuất phim hoạt hình hàng đầu của Việt Nam và khu vực.
*Các thành tựu.
- Hãng phim hoạt hình Việt Nam đã được Đảng và nhà nước tặng thưởng:
+ Huân chương kháng chiến Hạng III năm 1973.
+ Huân chương Lao động Hạng II năm 1989.
+ Huân chương Lao động Hạng I năm 1999
- Số lượng phim sản xuất: 345 phim.
* Các giải thưởng Quốc tế:
+ Phim hoạt hình "Mèo Con" - Giải Bồ nông bạc LHP Mamaia (Rumani) 1966. Bằng khen tại LHP Phrăngphuốc 1967.
+ "Chuyện ông Gióng" - Giải Bồ câu vàng LHP Lai xich (CHDC Đức) 1971 - Bằng khen tại LHP Matxcova 1971
+ "Bài ca trên vách núi" - Bằng khen tại LHP Mamaia (Rumani) 1968.
+ "Cô bé và lọ hoa" - Bằng khen tại LHP Matxcova 1973
+"Ông Trạng thả diều" - Bằng khen tại LHP Matxcova 1981
+ "Ai cũng phải sợ" - Bằng khen tại LHP Matxcova 1983
+ "Sự tích Đảo Bà" - Giải nhì LHP Điện ảnh Du lịch Thể thao Quốc tế 2010
+ "Những chú cá lạc đàn" - Giải Khuyến khích LHP Điện ảnh Du lịch Thể thao Quốc tế 2010
* Các giải thưởng trong nước.
+ Liên hoan phim Việt Nam: 14 Bông sen vàng
37 Bông sen bạc.
+ Giải thưởng của Hội Điện ảnh: 72 Cánh diều Vàng, Bạc và các giải thưởng khác.
* Những nghệ sĩ được nhà nước phong tặng danh hiệu nghệ sĩ nhân dân:
1. Trương Qua
2. Ngô Mạnh Lân
3. Phạm Minh Trí
4. Nguyễn Hà Bắc
5. Nguyễn Thị Phương Hoa
* Những nghệ sĩ được nhà nước phong tặng danh hiệu nghệ sĩ ưu tú:
1. Hồ Quảng
2. Lê Minh Hiền
3. Mai Long
4. Nguyễn Thị Nghiêm Dung
5. Nguyễn Thị Hằng
6. Nguyễn Bảo Quang
7. Phan Thị Hà
8. Đặng Hiền
9. Đinh Trang Nguyên
10. Nguyễn Nhân Lập
11. Trần Trọng Bình
12. Bùi Hùng
13. Lê Khôi
14. Lê Bình
Ngành nghề kinh doanh:
- Sản xuất kinh doanh phim hoạt hình
- Sản xuất phim truyện thiếu nhi;
- Phát hành phim hoạt hình và phim truyện thiếu nhi trong nước và ngoài nước;
- Sản xuất các sản phẩm đi kèm theo phim như: quần áo, túi, các con giống của nhân vật trong phim;
- Sản xuất phim truyền thông, quảng cáo;
- Xuất bản truyện tranh từ nội dung phim;
- Tổ chức và cung cấp các dịch vụ sản xuất phim như: Trường quay, làm kỹ xảo điện ảnh, thu thanh, làm phụ đề, dựng phim;
- Cung cấp dịch vụ và tổ chức các sự kiện về văn hoá như: hội thảo, hội họp

## Rạp Thánh Gióng
Rạp Thánh Gióng là rạp chiếu phim hoạt hình đầu tiên của Việt Nam tại trụ sở Hãng phim Hoạt hình Việt Nam, số 7 – Trần Phú – Ba Đình - Hà Nội. Rạp gồm 2 phòng chiếu, phòng 1 có 150 chỗ, phòng 2 có 75 chỗ. Rạp khai trương tháng 1 năm 2014.

## Doanh thu
Năm 2017, doanh thu của hãng là 22,5 tỷ VNĐ.